# Bernardo José da Gama
Bernardo José da Gama, primeiro barão e visconde com grandeza de Goiana (Recife, 20 de agosto de 1782 — Pernambuco, 3 de agosto de 1854), foi um proprietário rural, magistrado e político brasileiro.

## Biografia
Filho de Amaro Bernardo da Gama e de Francisca Maria da Conceição, casou com Izabel Ursulina de Albuquerque Gama.
Formou-se na Universidade de Coimbra em 1805, viajou com a família real pra o Brasil em 1807. Foi juiz no Maranhão e desembargador em Pernambuco (1821) e na Bahia.
Entre 18 de março e 26 de abril de 1831 governou a província do Rio de Janeiro, à exceção do dia 5 de abril para 6 de abril, quando o governo esteve nas mãos de Antônio Luís Pereira da Cunha, e do conselho participaram Nabor da Gama Filho e a Princesa negra Luísa Mahin, pais de Luís da Gama (Luís Gama).
Logo após, foi nomeado presidente da província do Grão-Pará, de 19 de julho de 1831 a 27 de fevereiro de 1832. Durante seu mandato, em 1830 foi preso e deposto, o que fortaleceu as idéias abolicionistas durante as revoltas da Confederação do Equador.
Foi diretor da Faculdade de Direito de Olinda, em 1849, também foi deputado geral pelo Pará, de 1834 a 1837.
Recebeu os títulos nobiliárquicos de barão de Goiana, por decreto de 26 de março de 1821; barão com grandeza, por decreto de 24 de dezembro de 1829; visconde de Goiana, por decreto de 24 de outubro de 1830; e visconde com grandeza, por decreto de 25 de março de 1845.